# Рыляков, Владимир Маркович
Владимир Маркович Рыляков (род. 1947, Тирасполь, Молдавская ССР, СССР) — государственный, политический и общественный деятель Приднестровской Молдавской Республики. Депутат Верховного совета Приднестровской Молдавской Республики I—IV созывов с 1990 по 2010. Депутат Верховного Совета Молдавской ССР XII созыва с 1990 по июнь 1991. Председатель Государственного комитета по внешним экономическим связям и торговле Приднестровской Молдавской Республики с 26 февраля 1997 по 2006.

## Биография
Родился в 1947 в городе Тирасполь Молдавской ССР (ныне — столица непризнанной Приднестровской Молдавской Республики). По национальности — русский. 

### Образование
В 1984 окончил Запорожский индустриальный техникум по специальности «техник-технолог». 

### Трудовая деятельность
Трудовую деятельность начал в 18 лет в 1965 водителем АТБ-16 в Тирасполе. 
С 1969 по 1990 работал на тираспольском заводе «Электромаш»: токарем, мастером, старшим мастером, начальником технического бюро, затем цеха и производства. С начала перестройки был избран секретарём парткома завода.

### Деятельность в 1990—1992 годах
С 11 августа 1989 — сопредседатель Объединённого Совета трудовых коллективов (а также председатель забастовочного комитета завода Электромаш), за что Председателем Президиума Верховного Совета Молдавской ССР Мирчей Снегуром был исключён из КПСС.
В ходе противостояния выходу Молдовы из СССР, 11 августа 1989 в Тирасполе был создан Объединённый Совет трудовых коллективов (ОСТК), выступивший против языковых законопроектов Парламента Молдовы, которые, по утверждению создателей и лидеров ОСТК, якобы могли привести к дискриминации по национальному признаку при осуществлении права на труд. ОСТК начал проведение забастовок на предприятиях левобережной Молдавии. Несмотря на забастовки, 31 августа 1989 Верховный Совет Молдавской ССР придал молдавскому языку статус государственного, что привело к новым забастовкам.
Возглавил приднестровских добровольцев, отражавших Поход на Гагаузию молдавских вооружённых добровольцев под руководством Мирчи Друка.
В апреле 1990 Рыляков был избран народным депутатом Тираспольского городского Совета народных депутатов и заместителем председателя городского Совета. Избирался депутатом Верховного Совета Молдавской ССР [ныне — Парламент Республики Молдовы] (с 1990 до июня 1991)
С 1990 по 1992 является председателем Комитета по обороне и безопасности Верховного совета Приднестровской Молдавской Республики I созыва будучи в 1991—1992 годах исполняющим обязонности председателя Тираспольского горсовета.
С 1990 по 2010 также являлся депутатом Верховного совета Приднестровской Молдавской Республики I—IV созывов.
Был председателем Комитета по координации деятельности правоохранительных органов и председателем Комитета обороны Приднестровской Молдавской ССР.
По окончании боевых действий, с октября 1992 избирается председателем Тираспольского городского Совета народных депутатов.

### Деятельность в 1993—2006 годах
В 1990—2011 годах принимал активное участие в работе комиссий Временного Верховного Совета ПМССР, затем соответственно, Верховного совета Приднестровской Молдавской Республики по переговорным процессам со странами СНГ.
После убийств группой Илашку депутата Молдавской ССР и ПМР Николая Остапенко и лидера ОСТК Слободзеи Александра Гусара, переговорами в 1992—1996 годах с Румынией и Россией о дальнейшей судьбе приговорённого к смертной казни Илашку занимались Рыляков и председатель Комитета государственного контроля Верховного совета Приднестровской Молдавской Республики Андрей Манойлов (последний во время ареста Молдовой Игоря Смирнова в 1991  исполнял обязанности президента Приднестровской Молдавской Республики, будучи заместителем председателя Тираспольского горсовета и руководителем стачкома водителей и таксистов Тирасполя).
В июле 1995 Рыляков назначается начальником Управления по внешним экономическим связям и торговле — заместителем министра экономики и материальных ресурсов Приднестровской Молдавской Республики, становится членом Правительства Приднестровской Молдавской Республики.
Являлся советником Президента Приднестровской Молдавской Республики.
С 26 февраля 1997 по 2006 — председатель Государственного комитета по внешним экономическим связям и торговле Приднестровской Молдавской Республики (на базе бывшего Управления) в статусе, равнозначном должности министра. С августа 2000 государственный комитет вошёл в состав министерства экономики Приднестровской Молдавской Республики, став его структурным подразделением.

### Деятельность после 2006 года
В 2006 возглавил приднестровско-германское совместное предприятие «Терри-ПА».
В конце февраля 2007 был избран руководителем созданной Приднестровской Республиканской партии. 23 января 2010 состоялся учредительный съезд Республиканской социал-патриотической партии (РСПП), на котором произошло слияние Патриотической партии Приднестровья и Приднестровской Республиканской партии.

## Награды
Рыляков внёс большой личный вклад в создание, организацию и развитие Приднестровской Молдавской Республики, в создание и деятельность республиканской гвардии Приднестровской Молдавской Республики, а затем министерства обороны и министерства государственной безопасности. 
- Нагрудный знак «За оборону Приднестровья» (10 августа 1994) — в ознаменование пятилетнего юбилея создания Объединённого Совета трудовых коллективов[29]
- Орден Республики (30 августа 1995) — за большой личный вклад в создание, организацию и развитие Приднестровской Молдавской Республики и в связи с 5-й годовщиной её образования[30]
- Орден «За личное мужество» (24 июня 1997) — за личное мужество и храбрость, проявленные при защите свободы и независимости Приднестровской Молдавской Республики, большой вклад в создание, организацию и развитие республики и в связи с 50-летием со дня рождения[31]
- Орден Почёта (3 августа 1999) — за большой личный вклад в создание, защиту и становление Приднестровской Молдавской Республики, активное участие в борьбе против национализма, за равноправие всех народов в бывшей Молдавской Советской Социалистической Республике и в связи с 10-летием со дня создания Объединённого Совета трудовых коллективов города Тирасполь[32]
- Медаль «За безупречную службу» III степени (14 августа 2001) — за многолетний, добросовестный труд[33]
- Орден «Трудовая слава» (25 июня 2002) — за многолетний, добросовестный труд, высокие организаторские и профессиональные способности и в связи с 55-летием со дня рождения[34]
- Медаль «Участнику миротворческой операции в Приднестровье» (29 июля 2002) — за активное участие в руководстве Миротворческой операцией, проявленные мужество, решительность, инициативу и настойчивость, стойкость и принципиальность при проведении мероприятий по установлению и поддержанию мира и в связи с 10-летием со дня начала Миротворческой операции в Приднестровье[35]
- Медаль «10 лет таможенным органам Приднестровской Молдавской Республики» (1 октября 2002) — за активную деятельность в формировании и развитии таможенных органов Приднестровской Молдавской Республики и в связи с 10-летием со дня образования таможенных органов Приднестровской Молдавской Республики[36]
- Орден «Gagauz Yeri» (2015, Гагаузия)[4]